# Itambé
Itambé este un oraș în statul Bahia (BA) din Brazilia.